# Deraeocoris punctulatus
Deraeocoris punctulatus är en insektsart som först beskrevs av Carl Fredrik Fallén 1807.  Deraeocoris punctulatus ingår i släktet Deraeocoris och familjen ängsskinnbaggar. Enligt den finländska rödlistan är arten nära hotad i Finland. Enligt den svenska rödlistan är arten akut hotad i Sverige. Arten förekommer i Götaland och Öland. Arten har tidigare förekommit på Gotland men är numera lokalt utdöd. Artens livsmiljö är ruderatmarker, vägrenar och banvallar. Inga underarter finns listade i Catalogue of Life.

## Bildgalleri

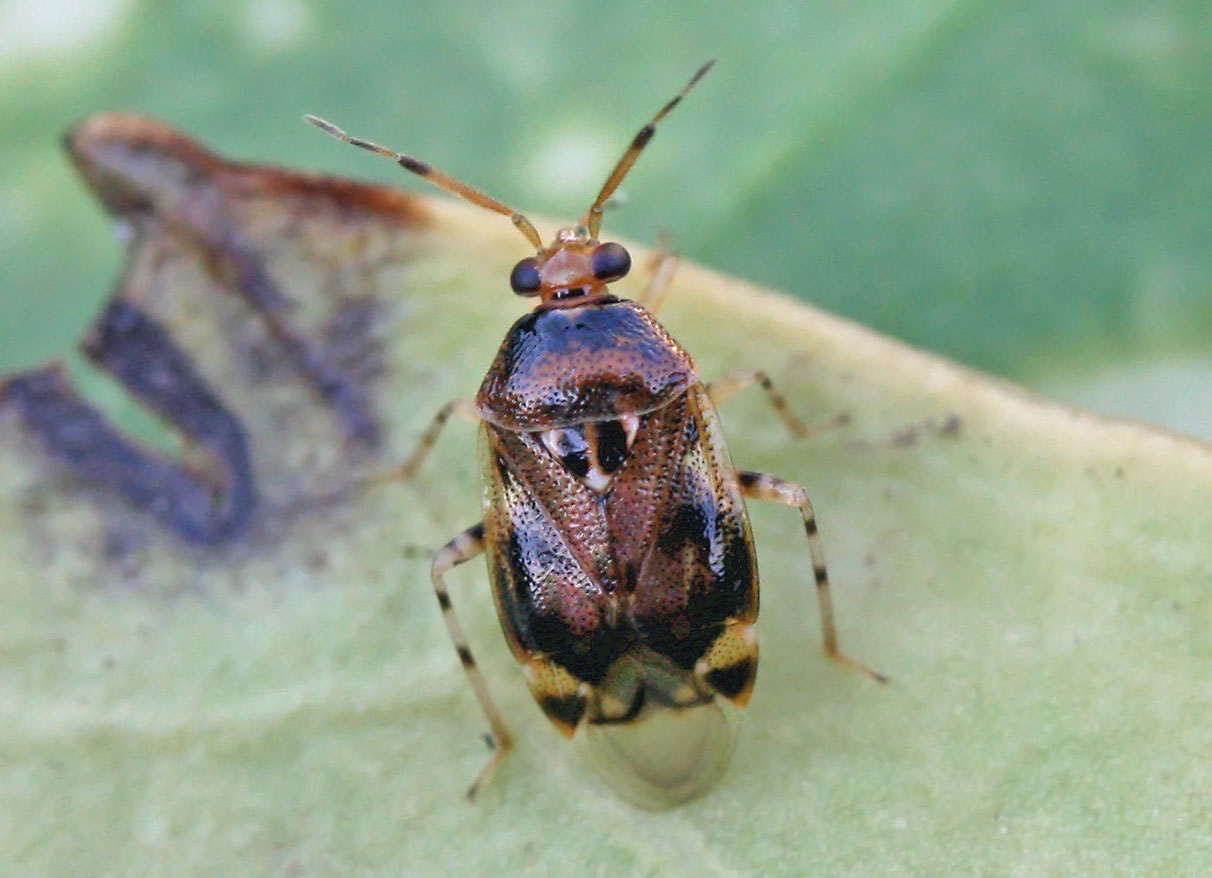